# Kristin Davisová
Kristin Davisová, rodným jménem Kristin Landen Davis, někdy také uváděna jako Kristin Lee Davis (* 24. února 1965 Boulder, Colorado) je americká herečka. Průlomovou roli se pro ni stala postava Brooke Armstrongové v seriálu Melrose Place, nejvíce známá je ztvárněním Charlotty York Goldenblattové v seriálu Sex ve městě.

## Životopis
Narodila se ve městě Boulder v Coloradu. Je jedináček a její rodiče se rozvedli, ještě když byla nemluvně. Adoptoval ji její nevlastní otec Keith Davis, tehdejší profesor na Coloradské univerzitě, poté, co si v roce 1968 vzal její matku Dorothy, která byla analytičkou univerzitních dat. Má tři nevlastní sestry z prvního manželství jejího adoptivního otce. V jejím raném dětství se s rodiči přestěhovala do Columbie v Jižní Karolíně, kde se stal její otec děkanem a profesorem pschologie na Univerzitě v Jižní Karolíně.
Chtěla se stát herečkou od svých devíti let, když byla obsazena do divadelního představení Sněhurka a sedm trpaslíků. V Jižní Karolíně žila do roku 1983, než absolvovala na A.C. Flora High School. Poté se přestěhovala do New Jersey, kde navštěvovala univerzitu Rutgers. Zde v roce 1987 získala bakalářský titul.

## Herecká kariéra

### Televize

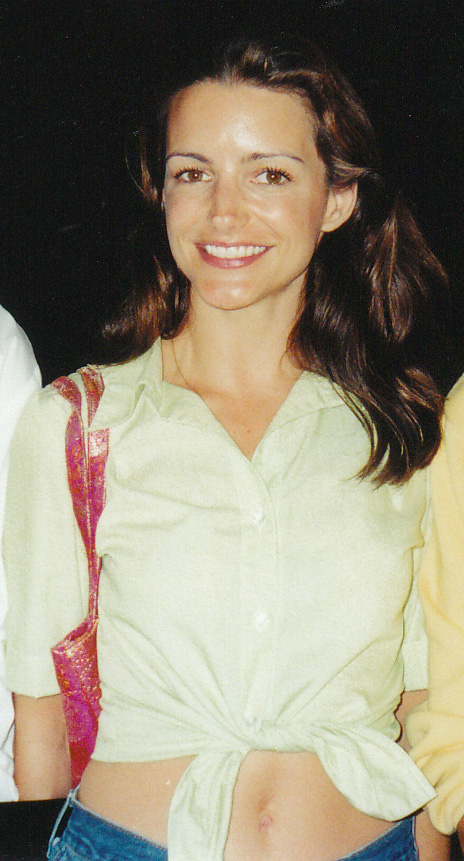
Davisová v roce 1999 po udílení cen Emmy

Po absolvování v roce 1987 se přestěhovala do New Yorku, kde se stala servírkou, než s kamarádem otevřela studio pro cvičení jógy. V roce 1991 si zahrála v několika epizodách televizního seriálu General Hospital. Její velký průlom přišel v roce 1995, kdy získala roli zlé Brooke Armstrong Campbell v dramatickém seriálu Melrose Place. Po roce vysílání ze seriálu odešla, protože se producenti rozhodli její postavu zabít. Davis dále hostovala v televizních seriálech jako Přátelé, Will a Grace a Show Jerryho Seinfelda.
V roce 1998 byla obsazena jako Charlotte York do seriálu Sex ve městě a zůstala nedílnou částí obsazení až do konce seriálu v roce 2004. V roce 1999 byla se zbytkem obsazení oceněna cenou Žena ve filmu Lucy Award v uznání její excelence a inovace v její kreativních pracích, které přispěly k obohacení vnímání žen přes televizní médium. Za poslední sérii získala za roli Charlotte nominaci na cenu Emmy.
Uváděla pořad televize VH1, Greatest Pop Culture Icons. V roce 2005 hrála v televizním pilotu nazvaném Soccer Moms. Namluvila roli Miss Spider v animovaném televizním seriálu Miss Spider a její kamarádi ze Sluneční louky. v roce 2014 hrála v televizním seriálu Zkažená úča.

### Filmy
Mezi filmy, ve kterých se objevila patří Dobrodružství Žraločáka a Lávovky, Chundelatý pes a Budiž světlo. V roce 2001 vystupovala ve vánočním filmu Tři dny a objevila se v reklamě na šampon Head & Shoulders.
V roce 2008 se objevila v celovečerním filmu Sex ve městě, pod režisérským dohledem výkonného producenta Michaela Patricka Kinga. V roce 2009 účinkovala v komedii Trable v ráji, která vypráví o čtyřech párech, které jsou na tropickém ostrově na svých terapeutických sezeních. Jon Favreau, který byl také spoluautorem scénáře, hrál ve filmu jejího manžela.

### Divadlo
Svůj debut na Broadwayi prožila v červenci 2012, kdy nahradila Kerry Butler v revivalu The Best Man v Gerald Schoenfeld Theatre. V březnu 2014 hrála Beth Gallagher v divadle Theatre Royal ve hře Fatal Attraction.

## Soukromý život

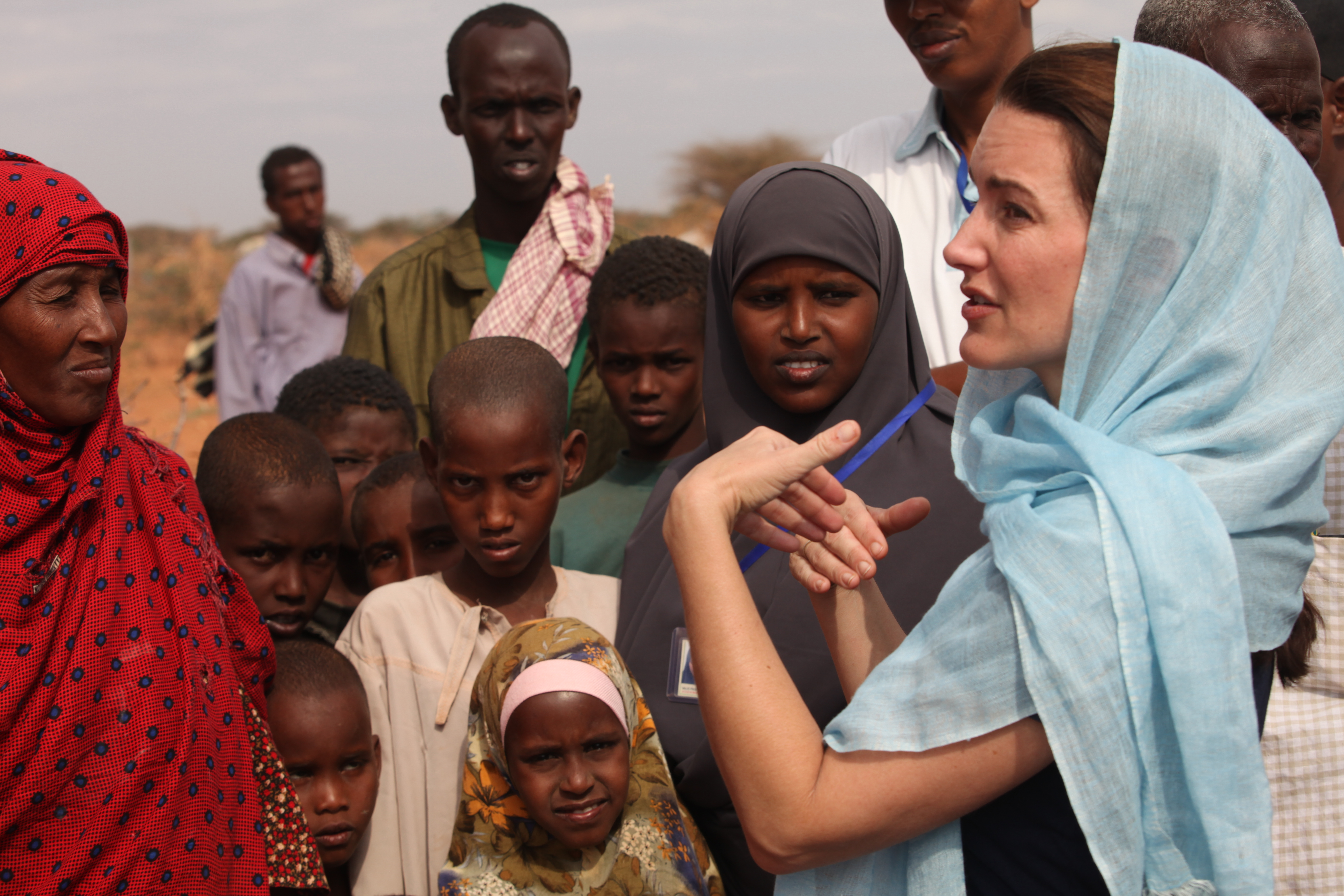
Velvyslankyně Oxfam Davisová v keňském uprchlickém táboře Dadaab

V roce 2011 adoptovala dceru Gemmu Rose. Žije s ní v Los Angeles v Kalifornii. V roce 2018 adoptovala chlapce.
Davis je vyléčená alkoholička. Řekla, že jí byl alkohol představen brzy jako součást své jižanské výchovy: "Alkohol mě osvobodil. Byla jsem velice stydlivá a nevěděla jsem, jak vylézt ze své ulity. Pila jsem ze stejného důvodu, jako proč miluji herectví. Chtěla jsem cítit věci, vyjádřit samu sebe a cítit se volná. A taková od přírody nejsem." Odvykací kúru absolvovala ve věku 22 let a později řekla: "Chybí mi to. Nemůžete čekat, že absolvujete léčení a problém z ničeho nic zmizí."
Její láska ke slonům ji vedla v roce 2009 k návštěvě Afriky, kde našla opuštěné slůně a zařídila, aby jej vzali do přírodního rehabilitačního centra. S ohledem na pozornost, kterou svým činem upoutala k neutěšené situaci osiřelých afrických slonů, získala Davis v roce 2010 cenu Wyler Award, která je udělována celebritám nebo veřejným osobám, které upozorní na témata týkající se zvířat.

## Filmografie

### Film
| Rok  | Název                             | Role                       | Poznámky |
| ---- | --------------------------------- | -------------------------- | --- |
| 1987 | Doom Asylum                       | Jane                       | |
| 1995 | Dva v tom                         | účastnice na tenise        | |
| 1995 | Lebkouni IV: Tělo a duše          | Karina Tivoli              | |
| 1998 | Traveling Companion               | Annie                      | |
| 1998 | Hrozny hněvu                      | Riggs                      | |
| 1999 | Atomový vlak                      | Megan Seger                | |
| 2005 | Dobrodružství Žraločáka a Lávovky | Maxova matka               | |
| 2006 | Jak jsem se stal princem          | Rebecca Douglas            | |
| 2006 | Budiž světlo                      | Kelly Finch                | |
| 2008 | Sex ve městě                      | Charlotte York Goldenblatt | |
| 2009 | Trable v ráji                     | Lucy Tippaglio             | |
| 2010 | Sex ve městě 2                    | Charlotte York Goldenblatt | Cena ShoWest pro nejlepší obsazení Zlatá malina pro nejhorší herečku Nominována - People's Choice Awards pro oblíbené obsazení |
| 2011 | Jack a Jill                       | Delilah                    | |
| 2012 | Cesta na tajuplný ostrov 2        | Elizabeth Anderson         | |
| 2019 | Christmas in the Wild             | Billie Clark               | |

### Televize
| Rok       | Název                                         | Role                     | Poznámky |
| --------- | --------------------------------------------- | ------------------------ | --- |
| 1991      | General Hospital                              | Betsy Chilson, R.N.      | |
| 1992      | Mann & Machine                                | Cathy                    | díl: "Billion Dollar Baby" |
| 1993      | The Larry Sanders Show                        | Bri                      | díl: "The Breakdown: Part 2" |
| 1994      | Doktorka Quinnová                             | Carey McGee              | díl: "Thanksgiving" |
| 1995      | Pohotovost                                    | Leslie                   | díl: "Luck of the Draw" |
| 1995–96   | Melrose Place                                 | Brooke Armstrong         | 32 dílů |
| 1996      | The Ultimate Lie                              | Claire McGrath           | Televizní film |
| 1997      | A Deadly Vision                               | Babette Watson           | Televizní film |
| 1997      | The Single Guy                                | Leslie                   | díl: "Johnny Hollywood" |
| 1997      | Show Jerryho Seinfelda                        | Jenna                    | díly: "The Pothole" a "The Butter Shave" |
| 1998–2004 | Sex ve městě                                  | Charlotte York           | Cena Women in Film Lucy Award (společně s celým obsazením) Screen Actors Guild Award pro nejlepší výkon obsazení v komediálním seriálu (2001, 2003) Nominována - Screen Actors Guild Award pro nejlepší výkon obsazení v komediálním seriálu (2004) Nominována - Zlatý glóbus za nejlepší ženský herecký výkon ve vedlejší roli v seriálu, minisérii nebo TV filmu (2003) Nominována - Cena Emmy za nejlepší herečku ve vedlejší roli v komediálním seriálu (2004) |
| 2000      | Přátelé                                       | Erin                     | díl: "The One with Ross' Library Book" |
| 2000      | Sex and the Matrix                            | Charlotte York MacDougal | krátká parodie |
| 2000      | Veď mě dále cesto má                          | Annie Denver             | Televizní film |
| 2000      | Černý jezdec                                  | Sylvia                   | Televizní film |
| 2001      | Someone to Love                               | Lorraine                 | Televizní film |
| 2001      | Tři dny                                       | Beth Farmer              | Televizní film |
| 2004      | The Winning Season                            | Mandy                    | Televizní film |
| 2004      | Will a Grace                                  | Nadine                   | díl: "Nikdy ho nebudeš mít " |
| 2004–08   | Miss Spider a její kamarádi ze Sluneční louky | Miss Spider (hlas)       | 35 dílů |
| 2012      | Rozdvojená mysl                               | Billie Clark             | TV film |
| 2014      | Zkažená úča                                   | Ginny Tayor-Clapp        | hlavní role, 7 dílů |
| 2016      | Z Nation                                      |                          | TV film |
| 2016      | A Heavenly Christmas                          | Eve Morgan               | TV film |

### Divadlo
| Rok  | Název            | Role           | Poznámky |
| ---- | ---------------- | -------------- | -------- |
| 2014 | Fatal Attraction | Beth Gallagher |          |